# Антонович, Дмитрий Владимирович
Дми́трий Влади́мирович Антоно́вич (укр. Дмитро́ Володи́мирович Антоно́вич; 2 [14] ноября 1877, Киев — 12 октября 1945, Прага) —  украинский общественно-политический, государственный и культурный деятель, историк искусства.

## Биография
Родился в семье выдающегося российского и украинского историка В. Б. Антоновича, принадлежавшего к дворянскому роду Антоновичей. После окончания Киевской 4-й гимназии обучался в Киевском и Харьковском университетах.
Один из основателей в 1900 году и лидер Революционной украинской партии. Редактор черновицкой газеты «Гасло» в 1902—1903 годах, в 1905 г. — харьковской газеты «Воля».
Активно участвовал в работе киевского Украинского клуба.
С 1912 года Д. Антонович — преподаватель истории искусства в Киевской художественной школе. Один из лидеров Украинской социал-демократической рабочей партии.
В 1917 году — был в числе основателей Украинской академии искусств. Член Совета академии.
С марта 1917 года — активный член Центральной рады Украинской Народной Республики, заместитель (товарищ) её председателя М. С. Грушевского. В октябре 1917 года Антонович по поручению Генерального Секретариата УЦР-УНР был направлен в Одессу, Херсон и Николаев с целью выяснения вопрос о возможности украинизации Черноморского флота. После возвращения в Киев был назначен генеральным секретарём Генерального украинского секретариата морских дел.
В 1917 г. был избран депутатом Всероссийского учредительного собрания от Подольского округа № 1.
С 23 декабря по 14 марта 1918 года — министр морских дел УНР. 14 марта 1918 г. министерство морских дел как отдельный ведомственный орган было ликвидировано и окончательно вошло в состав военного министерства, а обязанности морского министра перенял на себя военный министр УНР.
В июле — октябре 1918 г. — генеральный консул Украинского государства в Швеции.
В 1919—1920 годах — глава миссии УНР в Италии.
В 1921 г. — один из основателей, а в 1928—1930 и 1937—1938 годах — ректор Украинского свободного университета в Вене и Праге.
Директор Музея освободительной борьбы Украины в Праге. В 1925—1945 годах — председатель Украинского историко-филологического общества.
Скончался в Праге осенью 1945 года. Был похоронен на Ольшанском кладбище, в 1995 году прах Антоновича перенесён в Киев.

## Избранная библиография
Автор ряда научных работ и статей, в том числе:
- Т. Шевченко як маляр.
- «Естетика виховання Т. Шевченка» (1914),
- Д. Антонович. Українське мистецтво. Конспективний історичний нарис. Прага-Берлін, Нова Україна, 1923.
- «Триста років українського театру 1619—1919» (1925)
- «Передхристиянська релігія українського народу» и др.